# Anderson Parker
Anderson Parker (* 28. Januar 1998 in Sydney) ist ein australischer Rollstuhltennisspieler.

## Karriere
Anderson Parker wurde mit einem Klumpfuß geboren und war zu Jugendzeiten ein starker Rollstuhltennisspieler, im Oktober 2014 war er die Nummer sechs der Juniorenweltrangliste. 2015 wurde seine Einschränkung neu bewertet, in der Folge durfte er nicht mehr bei ITF-Turnieren mitspielen. Daraufhin wechselte er zum Rollstuhlbasketball und arbeitete als Gabelstaplerfahrer. Nach einer Regeländerung 2022 war es ihm möglich, wieder am Turnierbetrieb teilzunehmen. Er konnte mehrere Turniere niedrigerer Kategorie im Einzel oder Doppel gewinnen, sein bevorzugter Belag ist Hartplatz. 2024 konnte er mit einer Wildcard bei den Australian Open teilnehmen: Im Einzel verlor er in der ersten Runde gegen Alexander Cataldo, sein Auftaktdoppel an der Seite von Ben Weekes ging gegen die späteren Turniersieger Alfie Hewett und Gordon Reid verloren.
2023 wurde Parker australischer Meister im Einzel und im Doppel. Er trat 2023 und 2024 beim World Team Cup für Australien an.
Bei den  Paralympischen Spielen 2024 in Paris verlor Parker sein Erstrundenmatch gegen Ezequiel Casco aus Argentinien in zwei engen Sätzen; im Doppel traf er mit Ben Weekes zu Beginn auf die Brasilianer Gustavo Carneiro Silva und Daniel Rodrigues, die Südamerikaner konnten sich im Match-Tie-Break durchsetzen.